# Valentine Nwabili
Valentine Nwabili est un footballeur nigérian né le 17 mars 1987. Il évolue au poste de défenseur avec Al Hilal Omdurman.

## Carrière
- 2004-2005 : Sharks Football Club ( Nigeria)
- 2005-2006 : Espérance sportive de Tunis ( Tunisie)
- 2006-2007 : Le Havre ( France)
- 2007-2008 : Espérance sportive de Tunis ( Tunisie)
- 2008-2012 : Enyimba ( Nigeria)
- 2012-201. : Al Hilal Omdurman ( Soudan)

## Palmarès
- Championnat de Tunisie de football : 2006
- Championnat du Nigeria de football : 2010
- Coupe du Nigeria de football : 2010